# 宇部ラーメン
宇部ラーメン（うべラーメン）とは、山口県宇部市を中心に提供されているラーメン。

## 概要
「くさうま宣隊宇部ラーメンジャー」（後述）の調べでは、山口県のラーメンは、東部は醤油ラーメン、西部は博多ラーメン系の細麺の豚骨ラーメンであるのに対し、宇部市のラーメンは久留米ラーメン系の中太麺の濃厚豚骨ラーメンであると言う。スープは継ぎ足しながら使うため久留米ラーメン同様に茶濁しており、白濁した博多ラーメンとは異なる。豚骨を煮出す時間は、久留米ラーメンより長い傾向にある。具はチャーシュー、ネギ、紅しょうが、メンマなどが添えられる。
福岡県久留米市でラーメン作りの修行を行った伊加田一郎が、1949年に宇部市内に「大阪屋」を創業。以後、豚骨ラーメンを作り続ける。大阪屋の客からは「なぜ『宇部ラーメン』を名乗らないのか」と言われ続けていた。
宇部市では2012年から宇部市民や宇部市にゆかりのある人々からボランティアを募り、都市活性化を図る「宇部市シティセールスパートナー」制度を始めた。その中で宇部市のグルメ発掘を目的としてセールスパートナーのメンバー有志で「くさうま宣隊宇部ラーメンジャー」が結成され、市内のラーメン店の特徴をまとめた冊子をつくって県内外に発信した。こうして2013年に『宇部ラーメン』が再発見されることとなった。
宇部市では『宇部ラーメン』のブランド化を推進しており、『宇部ラーメン』の定義も、シティセールスパートナーで定める方向となっている。
2019年時点、大阪屋を含めて約15店が提供しており、宇部市外に進出しているチェーン店もある。

## 特徴
店ごとに差異も見られるが、以下が共通していると言われる。
- 濃厚な豚骨スープで、匂いが強い。
- 中太麺。

また、「くさうま宣隊宇部ラーメンジャー」では以下の「宇部ラーメン3か条」を定義している。
1. 茶濁濃豚骨スープである。
2. スープからは強い豚骨臭がする。
3. 中太の柔らかい麺を使用している。